# ティーアップ
ティーアップ（TEEUP）は、吉本興業（大阪本社）所属のお笑いコンビ。1988年12月結成。なんばグランド花月での本公演にレギュラー出演し、よしもと祇園花月やその他の劇場にも出演している。

## メンバー
前田 勝（まえだ まさる、1965年4月3日 -（60歳））
ボケ・ネタ作り担当。
兵庫県尼崎市出身。兵庫県立尼崎小田高等学校卒業、近畿大学商経学部経済学科中退。血液型B型。
既婚で二児の父。（2007年、自身の誕生日である4月3日に12歳年下の一般女性と結婚）
愛車はハーレーダビッドソン。(自身のyoutubeチャンネルにて購入)
NSC大阪校5期出身で、デビュー当時から老け顔。デビューはNSC入学3か月目でコンビ「前田・平田」として心斎橋にあった心斎橋筋2丁目劇場が初舞台。その年の暮れには京都花月で進行係をしながらの出番を貰い、そこで今の相方である長谷川と出会う。翌年1月の『第8回ABC漫才・落語新人コンクール』ではNSC在学中に予選通過、本選進出を果たす。「前田・平田」解散後に「ET前田・幸成」から改名を経てコンビ「スプーン」として『第9回今宮子供えびすマンザイ新人コンクール』にエントリーするものの、当時の相方が連絡ミスにより予選と本選とでネタを変えなければならないことを知らず、急拵えのネタで本選に挑むも2位となる。その後、読売テレビ『気分はジャマイカ』でのコーナーにて4人組の中で最後のオチを担当することになり、視聴者に覚えてもらいやすくするため顔の雰囲気がバカボンに似ているという理由から、『バカボン前田』という芸名を名乗っていた。
コンビ結成後はCMにも使われるようになり、『サッポロ黒ラベルくん（初代）』『ゼロ・コーポレーション』『第一精工』『尼崎信用金庫』等へ出演。『黒ラベルくん』に選ばれた当時はとぼけたキャラクターがウケて人気を誇っていたが、前田自身がそれを鼻にかけて天狗になってしまいCMのプロデューサーと対立した末、『黒ラベルくん』を降板させられた。
前述の事件後、テレビでの露出が減って低迷期を迎え、酒浸りなど堕落した日々が続いたものの立ち直り、これをきっかけにテレビから漫才へ打ち込む方向転換を決め、現在では舞台を主な活動の場としている。
2014年、慢性膵炎に罹り入院。翌年8月にも治療のため入院。
見た目としわがれ声から『ごきげんライフスタイル よ〜いドン!』では、「おじいちゃん」と呼ばれている。

長谷川 宏（はせがわ ひろし、1967年3月18日 -（58歳））
ツッコミ担当。
兵庫県神戸市出身、兵庫県立武庫工業高等学校卒業。血液型O型。
出っ歯が特徴。趣味はサーフィン。独身。愛称はハセ兄（にい）。
里見まさと（ザ・ぼんち）の弟子で、ティーアップ結成以前はコンビ「テイクアウト」として少しだけ活動していた。
洒落者として知られており、『なるみ・岡村の過ぎるTV』（ABCテレビ）ではなんばグランド花月に楽屋入りする際の私服姿が『オシャレ過ぎる長谷兄 NGKコレクション』として季節ごとに放送されている。
安田善紀（元りあるキッズ）の好みとされる。『オールザッツ漫才2008』（毎日放送）にて自身は番組に出演していなかったが、安田から生放送を通じて「宏、いやダーリン、一緒にカナダに行こう!!」とプロポーズされた（カナダでは同性の結婚が認められている）。
かつては相方・前田の同期である亀山房代と交際していた。

## ネタ
- 主に基本へ忠実なしゃべくり漫才を得意とする。「お前酔うとんのか〜」など前田のダミ声によるボケに、長谷川が絶妙なツッコミを入れていくのが特徴。
- 2004年から毎年なんばグランド花月にて『漫才攻め』という、漫才のみの単独ライブを開催している。
- なんばグランド花月の他、京橋花月やルミネtheよしもとの出演など舞台での活動が多い。テレビでは漫才特番に顔を出す程度だがネタの評価は高く、後述の通り多数の賞を受賞している。

## 受賞歴
- NHK上方漫才コンテスト 1990年/第20回 最優秀賞
- 上方お笑い大賞 1990年/第19回 銀賞
- ABCお笑い新人グランプリ 1991年/第12回 優秀新人賞
- 上方漫才大賞 1991年/第26回 新人賞
- 上方漫才大賞 2004年/第39回 奨励賞
- 上方漫才大賞 2008年/第43回 大賞

## 出演
コンビもしくは前田のみの出演を記載。長谷川のみの出演は長谷川宏 (お笑い芸人)#出演を参照。

### テレビ
- おとなのえほん（サンテレビ）
- なんじゃそら三人組（ABCテレビ、前田のみ一時期レギュラー）
- バラエティー生活笑百科（NHK総合・NHK大阪放送局制作）
- 生×カラ!TV（サンテレビ）
- ごきげんライフスタイル よ〜いドン!（関西テレビ、月曜日レギュラー）

### ラジオ
- ラジオよしもと むっちゃ元気スーパー!（ラジオ大阪、水曜日パーソナリティ）

### テレビアニメ
- まえせつ!（TOKYO MXほか、コンビで本人役）

### CM
- サッポロビール（前田のみ、『よ～しもっと黒ラベル』イメージキャラクター）
- 尼崎信用金庫（前田のみ、しんちゃん役〈声の出演〉）